# Wenzel Gerard von Burenitz
Wenzel Gerard von Burenitz (auch: Wenzel Králík von Buřenice; tschechisch: Václav Králík z Buřenic; * in Ledeč nad Sázavou; † 12. September 1416 vermutlich in Zwittau) war Patriarch von Antiochien und Administrator von Olmütz.

## Leben
Wenzel Gerard entstammte dem böhmischen Adelsgeschlecht Vrabický von Buřenice und war seit 1370 Kaplan an der römischen Basilika Santa Prassede. 1380 erhielt er ein Kanonikat des Kollegiatstifts Vyšehrad, wo er 1390 Dechant und 1397 Propst wurde.
Daneben war er seit 1394 königlicher Rat und Kaplan sowie Kanzler Wenzels IV., dem er so treu diente, dass er auch „Králík“ (= kleiner König) genannt wurde. Nachdem der König 1393 beabsichtigte, eine weitere Suffragandiözese von Prag in Westböhmen zu errichten, der das Benediktinerkloster in Kladrau als Dotation dienen sollte, sah er Wenzel Gerard von Burenitz als deren ersten Bischof vor. Dieser Plan führte zu einem schweren Streit mit dem Prager Erzbischof Johann von Jenstein, der sich einer Verkleinerung seines Bistums und der damit verbundenen Schmälerung der Diözesaneinnahmen widersetzte. Opfer der dadurch entstandenen Auseinandersetzungen zwischen dem König und Johannes von Jenstein wurde der Prager Generalvikar Johannes von Nepomuk.
Auf Bitten König Wenzels ernannte Papst Bonifaz IX. am 11. April 1397 Wenzel Gerard von Burenitz zum Patriarchen von Antiochien sowie zum Administrator des Klosters Kladrau. Zudem wurde er 1399 Domherr von Prag und 1401 Kanoniker von St. Georg auf dem Hradschin sowie Archidiakon von Prerau. Nachdem er 1400 oberster Schreiber geworden war, nahm er als Diplomat des Königs am Pisaner Konzil teil, von dem er nach Venedig gesandt wurde, wo er sich gegen den abgesetzten Papst Gregor XII. wandte. Auch in einem Streit des Königs mit böhmischen Adligen und dem Prager Erzbischof Zbynko Zajíc von Hasenburg wurde er als Vermittler eingesetzt.
Als 1412 der Prager Erzbischof Sigismund Albík von Uničov auf sein Amt verzichtete, überließ ihm Wenzel Gerard von Burenitz die Vyšehrader Propstei und wurde selbst „commendatarius perpetuus ecclesiae Olomucensis“. Kurz darauf nahm er in Kremsier den Eid seiner Lehensleute entgegen. Nachdem der Olmützer Bischof Konrad von Vechta Erzbischof von Prag geworden war, wurde Wenzel Gerard von Burenitz Administrator in Olmütz.
In Olmütz, wo er nicht beliebt war, kam es zum Streit mit dem Domkapitel und dem Domdekan Wilhelm Kortelangen, die ihrem Administrator u. a. eine Verschleuderung des Kirchenvermögens vorwarfen, was jedoch nicht belegt werden konnte. Allerdings verkaufte Wenzel Gerard die bischöflichen Güter Melice (Meilitz) und Modřice (Mödritz) und verwandte ein vom Domkapitel aufgenommenes Darlehen für die Reise zum Konzil zweckentfremdet für die von seinen Vorgängern übernommenen Schulden bei der römischen Kurie.
Dem sich in seiner Diözese ausbreitenden Hussitismus, der auch vom mährischen Adel unterstützt wurde, trat er nicht entschieden entgegen. Auf der Diözesansynode 1413 in Wischau wurden trotzdem John Wyclifs Ansichten über die Sakramente abgelehnt und für deren Verbreitung die Exkommunikation angedroht. Die gleichzeitig beschlossenen Diözesanstatuten wurden an den Statuten des ehemaligen Prager Erzbischofs Ernst von Pardubitz und des Olmützer Bischofs Johannes XI. Mráz ausgerichtet. Mit ihnen sollte u. a. das Leben der Priester geregelt und dadurch der Kritik des Jan Hus begegnet werden.
Gegenpapst Johannes XXIII. forderte 1414 den Leitomischler Bischof Johann Bucka den Eisernen auf, gegen Wenzel Gerard von Burenitz und andere Anhänger von Hus einzuschreiten. Wenzel Gerard reagierte jedoch auf die Ermahnungen nicht. Erst nachdem ihm 1416 eine Anklage beim Konzilgericht wegen Unterstützung der Ketzer angedroht wurde, unterzeichnete er, vermutlich auf Druck seines Domkapitels, mit Johann dem Eisernen ein Abkommen über die Verfolgung der Hussiten und die Verteidigung der Diözesanpriester. Der Vertrag blieb ohne Auswirkungen, da Wenzel Gerard von Burenitz kurz darauf starb. Sein Leichnam wurde im Olmützer Dom bestattet.